# XXXVIII. Armeekorps
XXXVIII. Armeekorps var en tysk armékår under andra världskriget. Kåren sattes upp den 27 januari 1940.

## Operation Barbarossa

### Organisation
Armékårens organisation den 22 juni 1941:
- 58. Infanterie-Division
- 254. Infanterie-Division

## Demjansk-fickan

### Organisation
Armékårens organisation den 22 januari 1942:
- 250. Infanterie-Division
- 126. Infanterie-Division

## Befälhavare
Kårens befälhavare:
- General der Artillerie Erich von Manstein  1 februari 1940–15 mars 1941
- General der Infanterie Friedrich-Wilhelm von Chappuis  15 mars 1941–23 april 1942
- General der Infanterie Siegfried Hänicke  23 april 1942–29 juni 1942

Stabschef:
- Oberst Arthur Hauffe  15 februari 1940–30 september 1940
- Oberst Alfred Gause  1 oktober 1940–1 januari 1941
- Oberst Curt Siewert  1 februari 1941–1 maj 1943